# Cornelia Raue
Maria Cornelia Raue (* 29. Februar 1968 in Chemnitz) ist eine deutsche Soziologin und Wissenschaftsmanagerin.

## Leben
Die gelernte Buchhändlerin studierte ab 1990 Soziologie, Volkswirtschaftslehre und Philosophie an der Freien Universität Berlin sowie anschließend Soziologie an der London School of Economics and Political Science (LSE) und promovierte zu den tschechisch-deutschen Beziehungen nach der Wende. Von 2007 bis 2014 etablierte sie die kompetenzorientierte Qualitätssicherung von Studiengängen an der TU Berlin und leitete die Gesamtkoordination des Qualitätspakts Lehre an der Universität. In diesem Rahmen führte sie das Orientierungsstudium MINT grün ein. Im Kontext der Einführung von SAP an der TU Berlin leitete sie das Change-Management und beschäftigte sich mit Modernisierung der Wissenschaftsadministration. Von 2018 bis 2020 leitete Raue den Stabsbereich des Forschungsverbund Berlin e.V., einem Zusammenschluss von acht Einrichtungen der Leibniz-Gesellschaften.
Als Geschäftsführender Vorstand ist sie seit 2020 gemeinsam mit Antje Mansbrügge und Evelyn Korn Gründungsvorstand der Stiftung Innovation in der Hochschullehre.

## Schriften (Auswahl)
- Cornelia Raue: Doppelpunkt hinter der Geschichte: Die Prager Deutschlandpolitik 1990 – 1997. (Dissertation). (2000)
- Hans-Ulrich Heiss und Cornelia Raue: Outcome Analysis of Bachelor and Master Curricula in Electrical Engineering and Computing. In: 2009 EAEEIE Annual Conference. IEEE, Juni 2009, doi:10.1109/eaeeie.2009.5335447
- Anja Hlawatsch und Cornelia Raue: The shift from teaching to learning. Eine überfällige Anpassung der Evaluationskonzepte des Hochschulcontrollings. In: Die Hochschule: Journal für  Wissenschaft und Bildung 20 (2011).
- Cornelia Raue und Christian Schröder: Etablierung des Orientierungsstudium MINT grün an der TU Berlin: Strukturelle, akteursspezifische und prozessuale Rahmenbedingungen, in: Cornelia Driesen und Angela Ittel (Hg.): Erfolgreich Ankommen – Strategie, Strukturen und Best Practice deutscher Hochschulen für den Übergang Schule – Hochschule, Waxmann Verlag, Münster 2018